# Eduard Schüller (Ingenieur)
Eduard Schüller (* 13. Januar 1904 in Liegnitz (Schlesien); † 19. Mai 1976 in Wedel) war ein deutscher Ingenieur. Er hat einen entscheidenden Anteil an der Entwicklung des Tonbandgeräts und des Videorekorders.

## Anfänge
Eduard Schüller wurde als Sohn von Alfred Schüller (Präsident der Oberpostdirektion Oldenburg) in Liegnitz / Schlesien (heute Legnica / Polen) geboren, wodurch er bereits früh Kontakt zur Fernmeldetechnik bekam. Nach dem Gymnasium ließ er sich zunächst bei der Telefonfabrik Mix & Genest in Berlin-Charlottenburg zum Mechaniker ausbilden, bevor er Elektrotechnik an der TH Charlottenburg studierte. Das Thema seiner Diplomarbeit lautete bereits Die magnetische Schallaufzeichnung. Daraufhin nahm Schüller zunächst eine Stellung bei den Norddeutschen Seekabelwerken in Nordenham an, 1932 wechselte er zum Heinrich-Hertz-Institut der TH nach Berlin.

## Bei der AEG
Schon 1932 wurde er zur AEG geholt und traf dort auf Fritz Pfleumer (1881–1945), den Erfinder des Papier-Tonbandes. So beschäftigte er sich dort von August an in Zusammenarbeit mit der BASF mit der Weiterentwicklung des Bands; die AEG forschte an einem Tonbandgerät und die BASF entwickelte dazu ein verbessertes Tonband auf Kunststoffbasis. Schüller entwickelte den modernen Tonkopf, sein erstes Patent, das unter dem Titel Magnetisierungskopf für Längsmagnetisierung von Magnetogrammträgern im Dezember 1933 eingetragen wurde. Auf der Funkausstellung im August 1935 konnte die AEG dann ihr erstes funktionierendes Tonbandgerät, das AEG Magnetophon K1 präsentieren – ein für damalige Zeiten zwar großer und schwerer, aber bereits transportabler Koffer-Apparat. Die Demontage des Magnetophon-Werks nach dem Ende des Zweiten Weltkriegs 1945 beendete dann aber alle Aktivitäten.

## In Hamburg
Schüller ließ sich daraufhin in Hamburg nieder, wo neue Produktionsstätten der AEG entstanden waren. Nach Abgabe der Serienproduktion von Tonbandgeräten an die Telefunken widmete er sich der Aufzeichnung von Fernsehsignalen, so entstand 1953 sein bekanntestes Patent: Vorrichtung zur magnetischen Aufzeichnung und Wiedergabe von Fernsehbildern, welches die Schrägspuraufzeichnung beschreibt. Damit ist es für Videorekorder und später auch z. B. für DAT-Recorder möglich, die Fläche des Bandes besser auszunutzen, indem schräg eine Spur an die andere geschrieben wird. Ab 1962 arbeitete Schüller an der Entwicklung der Bildplatte mit.